# Molossops aequatorianus
Molossops aequatorianus é uma espécie de morcego da família Molossidae. Endêmica do oeste do Equador, onde é conhecido de apenas duas localidades.